# التسلسل الزمني للقرن 20
فيما يلي التسلسل الزمني للقرن ال 20.

## عقد 1900
- 1901: بداية منح جوائز نوبل. اتحدت المستعمرات الأسترالية. انتهاء ثورة الملاكمين. أصبح إدوارد السابع ملكًا للمملكة المتحدة والدومينيات البريطانية وإمبراطور الهند بعد وفاة الملكة فيكتوريا. حد تعديل بلات من الحكم الذاتي لكوبا مقابل انسحاب القوات الأمريكية. اغتيال ويليام ماكينلي. تحدثت إيميلي هوبهاوس عن الظروف الرهيبة في معسكرات الاعتقال البريطانية الخمس والأربعين لنساء وأطفال البوير في جنوب إفريقيا. استقبل غولييلمو ماركوني أول إشارة إذاعية عبر المحيط الأطلسي.
- 1902: انتهاء حرب البوير الثانية. انتهاء الحرب الفلبينية الأمريكية. نالت كوبا استقلالها عن الولايات المتحدة. اخترع ويليس كارير أول آلة تكييف الهواء داخلية. بدء معارك تأسيس المملكة العربية السعودية. أزمة فنزويلا حيث فرضت كلا من بريطانيا وألمانيا وإيطاليا حصارًا بحريًا على فنزويلا لكي تدفع مطالباتهم المالية المعلقة.
- 1903: استطاع الأخوان رايت تسجيل أول رحلة جوية بمركبة أثقل من الهواء. وقوع إبادة جماعية في هيرو وناماكوا وهي أول إبادة جماعية في القرن العشرين، جرت في جنوب غرب إفريقيا الألمانية. في روسيا انقسم حزب العمل الاشتراكي الديمقراطي الروسي إلى بلاشفة ومناشفة. أصبح بيوس العاشر بابا الفاتيكان. اخترع دمية دبدوب. قيام أول سباق طواف فرنسا. استقلال بنما، توقيع معاهدة هاي بونو فاريا بين الولايات المتحدة وبنما. وقعت كلا من الدولة العثمانية والإمبراطورية الألمانية اتفاقية لبناء خط سكة حديد القسطنطينية - بغداد.
- 1904: توقيع الاتفاق الودي بين بريطانيا وفرنسا. هجوم ياباني مفاجئ على بورت آرثر (لوشنكو) أشعل الحرب الروسية اليابانية. اكتمال سكة الحديد العابرة لسيبيريا. بدء بناء قناة بنما. نشر روجر كاسمينت روايته عن الأعمال البلجيكية الوحشية في دولة الكونغو الحرة. انتهاء الحملة البريطانية إلى التبت.
- 1905: انتهاء الحرب الروسية اليابانية. ثورة 1905 في روسيا. بدء الثورة الدستورية الفارسية. افتتاح السكك الحديد عبر سيبيريا. صياغة ألبرت أينشتاين للنسبية. خطة شليفن المقترحة. تقسيم مقاطعة البنغال الهندية البريطانية على يد نائب الملك في الهند اللورد كرزون. أول أزمة مغربية. أعلن البرلمان النرويجي عن حل الاتحاد مع السويد بحيث نالت النرويج تحصل على استقلالها الكامل.
- 1906: زلزال سان فرانسيسكو كاليفورنيا (عدد القتلى: 3000) وفالبارايسو في تشيلي (عدد القتلى: 20.000). انتهاء قضية دريفوس. إصلاح ستوليبين في روسيا خلقت طبقة جديدة من الكولاك الأثرياء. طيران المخترع البرازيلي ألبرتو سانتوس بطائرةً ثابتة الجناح فوق حشد من الناس في باريس. شكل نواب سليم الله خان من دكا رابطة مسلمي عموم الهند. بدأت الولايات المتحدة احتلالها الثاني لكوبا.
- 1907: انتهاء إبادة جماعية في هيرو وناماكوا. قتلت ثورة الفلاحين في رومانيا حوالي 11000 شخص. انقسام المؤتمر الوطني الهندي إلى فصيلين في جلسة سورات. انتهاء الثورة الدستورية الفارسية بإنشاء البرلمان. المعاهدة اليابانية-الكورية 1907. توقف الحلف الأنجلو الروسي مؤقتًا في اللعبة الكبرى في آسيا الوسطى. الانتخابات في برلمان فنلندا هي الأولى في العالم بدخول المرأة، وكذلك الأولى في أوروبا بعد تطبيق الاقتراع العام.
- 1908: ظهور أول بث إذاعي تجاري. اختراع شركة فورد موتور نسختها فورد موديل تي. اكتشاف أول حقل النفط تجاري في الشرق الأوسط الواقع في مسجد سليمان جنوب غرب فارس. دمر تأثير تونغوسكا آلاف الكيلومترات المربعة من سيبيريا. ثورة تركيا الفتاة في الدولة العثمانية. استقلال بلغاريا. ضمت النمسا-المجر أراضي البوسنة والهرسك إليها مما تسبب في أزمة البوسنة. تولى بوئي آخر أباطرة الصين العرش. قتل زلزال ميسينا أكثر من 70,000 شخص. نشر بادن باول كتابه الكشافة للأولاد في لندن.
- 1909: غادرت قوات الولايات المتحدة كوبا. انهت النمسا-المجر الأزمة البوسنية بضمها إليها. إدعى روبرت إدوين بيري أنه وصل إلى القطب الشمالي بالرغم من النزاع الشديد الذي دار حول ادعائه. المعاهدة الأنجلو-سيامية 1909. فشل الانقلاب العثماني المعاكس. اجبرت ثورة محمد علي شاه إلى تنحي الشاه أحمد ميرزا القاجاري لصالح ابنه أحمد شاه قاجار آخر سلالة القاجار. وقعت كلا من اليابان والصين على معاهدة غاندو.

## عقد 1910
- 1910: اندلاع الثورة المكسيكية. أصبح جورج الخامس ملكًا للمملكة المتحدة والدومينيات البريطانية وإمبراطور الهند. إنشاء اتحاد جنوب إفريقيا. ثورة 5 أكتوبر 1910 في البرتغال وإعلان أول جمهورية برتغالية. ضمت إمبراطورية اليابان كوريا. تأسيس الكشافة الأمريكية. عودة مذنب هالي. إعلان الجبل الأسود مملكة مستقلة. الثورة الألبانية.
- 1911: أطاحت ثورة شينهاي في الصين بأسرة تشينغ. وصول روال أموندسن إلى القطب الجنوبي. أدى حريق في مصنع للملابس بنيويورك إلى وفاة 146 عاملاً مما أدى إلى إصلاحات شاملة في مجال السلامة في أماكن العمل. أصبحت نيودلهي عاصمة الهند البريطانية. حدد إرنست رذرفورد نواة الذرة. أدت الحرب العثمانية الإيطالية إلى احتلال إيطاليا لليبيا. أزمة أغادير.
- 1912: نهاية الإمبراطورية الصينية، وتأسيس جمهورية الصين. تأسيس المؤتمر الوطني الأفريقي. المغرب يصبح محمية لفرنسا. غرق آر إم إس تيتانيك. اندلاع حرب البلقان الأولى. انتخب وودرو ويلسون رئيس الولايات المتحدة الثامن والعشرين. أريزونا آخر ولاية تم قبولها في الاتحاد القاري. بدأت الولايات المتحدة احتلالها لنيكاراغوا. إنشاء حزب الكومينتانغ الوطني الصيني.
- 1913: قام نيلز بور بصياغة أول نموذج متماسك للنواة الذرية، وهو مامهد الطريق أمام ميكانيكا الكم. في الانقلاب العسكري العثماني 1913 تولى أنور باشا السلطة. تقدم شركة فورد موتور أول خط تجميع متحرك. عشرة أيام مأساوية في مكسيكو سيتي. استخدم يوان شيكاي القوة العسكرية لحل البرلمان الصيني والحكم دكتاتور للبلاد. إيغور سترافينسكي وعرضه قدسية الربيع التي أثارت الفوضى في باريس. معاهدة لندن. حرب البلقان الثانية ومعاهدة بوخارست. تم إنشاء نظام الاحتياطي الفدرالي.
- 1914: اغتال غافريلو برينسيب الأرشيدوق فرانز فرديناند في سراييفو، مما أدى إلى اندلاع الحرب العالمية الأولى. معركة المارن الأولى. اندلاع عمليات السباق نحو البحر بين ألمانيا والحلفاء على طول الجبهة الغربية. أسست المملكة المتحدة محمية سلطنة مصر. فتح قناة بنما. بندكت الخامس عشر يصبح بابا الفاتيكان. معركة تاننبرغ. وفاة مارثا آخر حمام مهاجر.
- 1915: غرق السفينة آر إم إس لوسيتينيا. احتلال الولايات المتحدة لهايتي. الإبادة الجماعية للأرمن في الدولة العثمانية. ظهور فيلم ولادة أمة من إنتاج وإخراج ديفيد غريفيث. أول استخدام للغاز السام في معركة بوليمو ومعركة إيبر الثانية. معاهدة لندن ادخلت إيطاليا الحرب.
- 1916: اندلاع ثورة عيد الفصح في أيرلندا. تنفيذ التوقيت الصيفي. هجوم بروسيلوف. بدء عصر أمراء الحرب في الصين. تولي ديفيد لويد جورج رئاسة الوزارة في المملكة المتحدة. فشل حملة جاليبولي. أول استخدام للدبابات في معركة فليرز كورسيليت. معركة السوم. اغتيال غريغوري راسبوتين على يد صاحب السمو الأمير فليكس يوسوبوف. تم الاتفاق على جمع الأطراف لحزب الكونغرس، غرق السفينة إتش إم إتش إس بريتانيك والرابطة الإسلامية في مدينة لكهنؤ الهندية. معركة فردان. بدء الثورة العربية
- 1917: قضت الثورة الروسية على الإمبراطورية الروسية؛ بداية الحرب الأهلية الروسية. معركة باشنديل. انضمت الولايات المتحدة الأمريكية إلى الحلفاء في آخر 17 شهرًا من الحرب العالمية الأولى. معركة كابوريتو. استقلال بولندا وفنلندا المعترف بها. انتهت معركة غزة الثالثة بالنصر البريطاني. منحت جوائز بوليتزر لأول مرة. ثورة أكتوبر في روسيا. بدء الحرب السوفيتية الأوكرانية.
- 1918: هجوم الربيع. معركة أميان. هزيمة ألمانيا بعد هجوم المائة يوم. هدنة 11 نوفمبر 1918 أنهت الحرب العالمية الأولى. بدء الثورة الألمانية. تنازل القيصر فيلهلم الثاني. وباء الإنفلونزا الإسبانية. اغتيال القيصر نيكولاس الثاني وعائلته. استقلال كلا من بولندا وأوكرانيا وروسيا البيضاء وغيرهما من الدول عن روسيا. الحرب الأهلية الفنلندية. أصبح السلطان محمد السادس آخر سلاطين الدولة العثمانية. والبدء بتقسيم الدولة العثمانية. إنشاء مملكة آيسلندا ودولة السلوفينيين والكروات والصرب. احتل البريطانيون فلسطين. تأسيس المملكة المتوكلية اليمنية. إعلان جمهورية أذربيجان الديمقراطية. بدء الحرب الأرمنية الأذربيجانية. اندلاع الحرب البولندية الأوكرانية.
- 1919: أعادت معاهدة فرساي رسم الحدود الأوروبية. انتهت الثورة الألمانية بانهيار الإمبراطورية الألمانية وإنشاء جمهورية فايمار. انتصار إستونيا في حرب الاستقلال الإستونية. إنشاء عصبة الأمم في باريس. اندلاع الحرب البولندية السوفيتية. أسس بينيتو موسوليني الحزب الوطني الفاشي الإيطالي. إنشاء الكومنترن. ثورة مصر 1919. بدء حرب الاستقلال التركية. انتهاء الحرب البولندية الأوكرانية. تأسيس منظمة العمل الدولية. كشف إرنست رذرفورد عن البروتون. أول دليل تجريبي للنظرية النسبية العامة أحرزها آرثر إدينغتون.

## عقد 1920
- 1920: انتهاء الثورة المكسيكية. استعادت اليونان ملكيتها بعد الاستفتاء [الإنجليزية]. الانتداب البريطاني على فلسطين. احتلال الجيش الأحمر لأذربيجان انتهاء الحرب الأرمنية الأذربيجانية بدمج أرمينيا في الاتحاد السوفيتي. اعلان المهاتما غاندي حركة عدم التعاون. فرض حظر الكحوليات في الولايات المتحدة.
- 1921: أصبح أدولف هتلر الفوهرر للحزب النازي كما بدأ التضخم الجامح في جمهورية فايمار. غزو روسيا لجورجيا ودمجها في الاتحاد السوفيتي. انتهاء الحرب الأهلية الروسية، الحرب البولندية السوفيتية والحرب الأوكرانية السوفيتية. ادى انقلاب إلى استلام سلالة بهلوي السلطة في إيران. أصبح وارن جي. هاردينغ رئيس الولايات المتحدة التاسع والعشرين.
- 1922: ألغت الجمعية الوطنية التركية الكبرى السلطنة العثمانية؛ وخلع السلطان محمد السادس. تأسيس الدولة الأيرلندية الحرة، بينما بقيت مقاطعة أيرلندا الشمالية داخل المملكة المتحدة. بدء الحرب الأهلية الأيرلندية. الغزو الإيطالي لليبيا. حل اتحاد كوستاريكا وغواتيمالا وهندوراس والسلفادور. حصلت مصر على استقلالها من المملكة المتحدة، رغم أن القوات البريطانية ظلت محتلة لقناة السويس. انتهى الزحف على روما ليصبح بينيتو موسوليني على رأس السلطة في إيطاليا. اكتشاف هوارد كارتر لمقبرة توت عنخ آمون. اغتيال غابرييل ناروتوفيتش رئيس بولندا. تم تشكيل اتحاد الجمهوريات الاشتراكية السوفياتية لتكون أول دولة شيوعية في العالم. اعلان بيوس الحادي عشر بابا الفاتيكان. نشر جيمس جويس روايته عوليس. التوقيع على معاهدة واشنطن البحرية. الغى غاندي حركة عدم التعاون.
- 1923: انتهاء التضخم الجامح في جمهورية فايمار بإدخال رنتتن مارك. النسخة الأولى لمجلة تايم. انتهاء الحرب الأهلية الأيرلندية. محاولة انقلاب بير هول، وهي محاولة للإطاحة بجمهورية فايمار، وانتهت بالفشل وسجن أدولف هتلر لفترة قصيرة ولكنها جلبت انتباه الألمان إلى الحزب النازي. انقلاب بريمو دي ريفيرا في إسبانيا فحل البرلمان وأنشأ حكومة عسكرية. مقتل رئيس الوزراء البلغاري ألكسندر ستامبوليسكي في انقلاب عسكري اطاح بحكومته. قتل زلزال كانتو الكبير 105,000 شخص على الأقل في اليابان. انتهاء حرب الاستقلال التركية؛ فأصبح كمال أتاتورك أول رئيس لجمهورية تركيا حديثة النشأة؛ وأصبحت أنقرة عاصمة تركيا بدلا من إسطنبول. ولادة شركة والت ديزني. وفاة الرئيس الأمريكي وارن جي. هاردينغ وتولى كالفين كوليدج الرئاسة من بعده.
- 1924: وفاة فلاديمير لينين واشتعال الصراع على السلطة بين ليون تروتسكي وجوزيف ستالين. ألغى كمال أتاتورك الخلافة نهائيا. تأسيس مكتب التحقيقات الفيدرالي الأمريكي بقيادة إدغار هوفر. انتفاضة أغسطس في جورجيا ضد الحكم السوفيتي. قيد بقوة قانون الهجرة لسنة 1924 الأمريكي الهجرة من آسيا والشرق الأوسط وجنوب أوروبا.
- 1925: أصبح بينيتو موسوليني ديكتاتورا في إيطاليا. تم نشر كتاب كفاحي. أول صورة تليفزيونية أنشأها جون لوجي بيرد. معاهدة لوكارنو. أنشأ الدكتاتور الإسباني بريمو دي ريفيرا حكومة مدنية.
- 1926: أصبح هيروهيتو إمبراطورا لليابان. ظهور انقلابات ديكتاتورية في كل من اليونان وبولندا والبرتغال.
- 1927: بداية السينما الناطقة بظهور فيلم مغني الجاز. أصبح جوزيف ستالين قائد الاتحاد السوفيتي. بدء الحرب الأهلية الصينية. انعقاد جلسة البرلمان الأسترالي الأولى في كانبرا. انتقل اسم المملكة المتحدة لبريطانيا العظمى وأيرلندا رسميا إلى إسمها الجديد المملكة المتحدة لبريطانيا العظمى وأيرلندا الشمالية. اعلان المملكة العربية السعودية. منح لل بي بي سي امتيازا ملكيا في المملكة المتحدة. بلغ عدد سكان العالم 2 مليار. رحلة تشارلز ليندبيرغ إلى باريس.
- 1928: اكتشف ألكسندر فليمنج مصل البنسلين. انتهاء عصر أمراء الحرب في الصين. أصبحت مالطا من دول السيادة البريطانية. اختراع علكة الفقاعات. توج زوغو الأول ملكا على ألبانيا. التوقيع على ميثاق كيلوغ برييان في باريس. تأسيس الحركة الدولية للصليب الأحمر والهلال الأحمر. أول ظهور لميكي ماوس في ستيمبوت ويلي. أسس حسن البنا جماعة الإخوان المسلمين.
- 1929: انهيار وول ستريت وبداية الكساد العظيم. نفي ليون تروتسكي إلى غولاغ في الاتحاد السوفيتي حيث بدأت سيطرة ستالين الفعالة. البابا بيوس الحادي عشر يوقع اتفاقية لاتران مع الزعيم الإيطالي بينيتو موسوليني حيث اعترف بمدينة الفاتيكان بأنها دولة ذات سيادة. حفل توزيع جوائز الأوسكار الأول.

## عقد 1930
- 1930: تمكن الحزب النازي بفضل الكساد العظيم من زيادة حصته في الأصوات من 2.6% إلى 18.3٪. اكتشف كلايد تومبو كوكب بلوتو. قاد المهاتما غاندي مسيرة الملح والبدء الرسمي للعصيان المدني في الهند البريطانية. الغت الانقلابات العسكرية الحكومات المدنية في بيرو والبرازيل. أصبح هيلا سيلاسي ملك الحبشة. استضافت الفيفا أول كأس العالم لكرة الفدم.
- 1931: قتلت الفيضانات في الصين مايصل إلى 2.5 مليون شخص. استقلال جنوب إفريقيا. بناء مبنى إمباير ستيت. اعتماد النشيد الوطني الأمريكي. إعلان الجمهورية الإسبانية الثانية. أعلن جمهورية الصين السوفيتية بزعامة ماو تسي تونغ. منح قانون وستمنستر في سنة 1931 برلمانات دول الكومنولث استقلالًا كاملًا عن برلمان الإمبراطورية البريطانية. غزت اليابان منشوريا الصينية واحتلتها حتى نهاية الحرب العالمية الثانية.
- 1932: انتخاب فرانكلين روزفلت رئيسًا للولايات المتحدة. أصبح إيمون دي فاليرا رئيسًا للمجلس التنفيذي (رئيس الوزراء) للدولة الأيرلندية الحرة. أصبح الحزب النازي أكبر الاحزاب المنفردة في البرلمان الألماني. انقلاب عسكري في تشيلي. أسست الثورة السيامية مملكة دستورية. بدات بي بي سي وورلد سيرفيس البث. اكتشاف النيوترون. اختطاف ابن ليندبيرغ.
- 1933: أصبح أدولف هتلر مستشارًا لألمانيا. بدأ مشروع الصفقة الجديدة في أمريكا. أعلان كلا من اليابان وألمانيا أنهما سيتركان عصبة الأمم. انتهاء احتلال الولايات المتحدة لنيكاراغوا. إلغاء حظر الكحوليات في الولايات المتحدة.
- 1934: بدء الحكم الديكتاتوري في البرازيل وبوليفيا. أدت الحرب الأهلية النمساوية القصيرة إلى نصر الفاشيين. بدأ ماو تسي تونغ المسيرة الطويلة. انتهاء الاحتلال الأمريكي لهايتي. منحت الولايات المتحدة المزيد من الحكم الذاتي للفلبين. حرض أدولف هتلر على ليلة السكاكين الطويلة مما عزز سلطته على كل من الحزب النازي وألمانيا. مع وفاة الرئيس هيندنبورغ أعلن هتلر نفسه الفوهرر لألمانيا. مقتل بوني وكلايد في كمين للشرطة. أطلق مكتب التحقيقات الفيدرالي النار على جون ديلينجر وقتله وهو خارج من مسرح بيوجراف.
- 1935: انتهت الحرب الإيطالية الإثيوبية الثانية بنفي هيلا سيلاسي ودخول جيش بينيتو موسوليني الحبشة. غيرت بلاد فارس إسمها إلى إيران. انتخاب ويليام كينج رئيسا لوزراء كندا. سن قوانين نورمبرغ العنصرية.
- 1936: اندلاع الحرب الأهلية الإسبانية. أمر جوزيف ستالين بتنفيذ التطهير الكبير. أصبح إدوارد الثامن ملكًا للكومنولث البريطاني وإمبراطور الهند، قبل أن يتنازل عن العرش ويسلمه إلى أخيه جورج السادس. قام جورج نيسن ولاري جريسوولد ببناء أول منطة حديثة. اكتمال سد هوفر. اندلاع ثورة فلسطين والتي استمرت ستة أشهر ضد البريطانيين بسبب معارضة الهجرة اليهودية. ضمت إيطاليا إثيوبيا إلى ممتلكاتها. وفاة «بنيامين» آخر نمر تسماني في حديقة حيوان هوبارت في تسمانيا بأستراليا.
- 1937: الغزو الياباني للصين، وبداية الحرب العالمية الثانية في الشرق الأقصى. مذبحة نانجنغ. أصبح نيفيل تشامبرلين رئيس وزراء المملكة المتحدة. حاول الجيش الجمهوري الأيرلندي اغتيال الملك جورج السادس ملك المملكة المتحدة. سنو وايت والأقزام السبعة هو أول فيلم رسوم متحركة طويل. تحطم زيبلين هيندنبورغ الألماني فوق بحيرة هورست في نيوجيرسي بالولايات المتحدة.
- 1938: ضمت عملية آنشلوس النمسا إلى ألمانيا. استلمت ألمانيا النازية تشيكوسلوفاكيا بموجب معاهدة ميونخ. انتهاء عملية التطهير الكبير بعد اعدام مايقرب من 700,000 شخص. ليلة البلور في ألمانيا، في حين أعلنت مجلة التايم عن أدولف هتلر هو رجل العام. أول ظهور للبطل سوبرمان في دي سي كوميكس.
- 1939: انتهاء الحرب الأهلية الإسبانيةبعد انتصار فرانسيسكو فرانكو ليصبح ديكتاتور إسبانيا. الاتفاق الألماني السوفيتي بين ألمانيا والاتحاد السوفيتي. أدى الغزو النازي لبولندا إلى بداية الحرب العالمية الثانية في أوروبا. بدأ الغزو السوفيتي لبولندا بعدها ب 16 يومًا. انتهاء الثورة الفلسطينية ضد البريطانيا. أصبح بيوس الثاني عشر بابا الفاتيكان.